# Погрешна врста снијега
"Погрешан тип снијега" или "погрешана врста снијег" - је израз, створен од Британских медија 1991. години, након што су тешки временски услови довели до прекида у многих услуга Британске железнице. Британске железнице у саопштењу за медије су имплицитно обавјестили да менаџмент и техничко особље нису били информисани о различитим врстама снијега. Од сада у Великој Британији, ова фраза је постала изрека за еуфемизам и бесмислен изговор.

## Позадина
Израз је настао у интервју са Џејмс Наутие на Би-Би-Си Радио 4 током програма Данашњи програм 11. фебруара 1991. године. Директор операција Британске железнице Тери Ворал, када су га питали да прокоментарише негативне последице изузетно велике падавине снијега 1991 на железнички саобраћај. Ворал је објаснио да "имамо много проблема са овом врстом снијега, која се ретко налази у Великој Британији". Наутие је одговорио: "О, разумијем, то је погрешн тип снега", на шта Ворал је одговорио: "Не, то је друга врста снега". Размена  је довела до наслова у лондонској "Евенинг Стандард" који каже "Британске железнице оптужује погрешану врсту снега", који је брзо узели и други медији и новине.
Хлађене временске прилике су најављене и Британске железнице су тврдиле, да се спремене за долазак снега. Међутим, снег, који није био довољно дубока да грталице снијега и машине за одувавање снијега да буду ефикасане – јер је био необично мекан и прашкаст, тако да је дошао у електрични систем и изазвао кратак спој и штету у вучном мотору возова. За вучу електромотора са уграђеним уређајима за вентилацију и ваздух долази од доле – тип, који је и даље распрострањен на Британским електричним уређајима – проблем погоршава то што при хлађењу ваздух је са собом повлачио и снијег. У међувремену, снег је такође постао ушао у механизам  клизних врата, чиме је довео до њиховог отказивања. Поред тога, ниске температуре су довели до појаве проблема са доводом електричне струје са треће шине.
Многе електричне услуге морале су да се замијене на дизел тегљачима, а хитни распоред да се уведене. Дуга кашњења су била честа појава – до осам сати у неким случајевима. Прекид је трајао више од недељу дана.

## Литературе
- Алан Јанг. Мотив власти мјесечно (Мај 1991) ISSN 0952-2867
- Hartley, Peter; Bruckmann, Clive G. (2002). Business Communication. Routledge. ISBN 978-0-415-19550-8.
- Gourvish, Terence (2002). British Rail, 1974–97: From Integration to Privatisation. ISBN 978-0-19-926909-9.